# U-361
U-361 — средняя немецкая подводная лодка типа VIIC времён Второй мировой войны.

## История
Заказ на постройку субмарины был отдан 7 декабря 1940 года. Лодка была заложена 12 сентября 1941 года на верфи «Фленсбургер Шиффсбау», Фленсбург, под строительным номером 480, спущена на воду 9 сентября 1942 года. Лодка вошла в строй 18 декабря 1942 года под бессменным командованием оберлейтенанта Ганса Зиделя.

### Флотилии
- 18 декабря 1942 года — 29 февраля 1944 года — 8-я флотилия (учебная)
- 1 марта 1944 года — 17 июля 1944 года — 11-я флотилия

### История службы
Лодка совершила 3 боевых похода, успехов не достигла. Потоплена 17 июля 1944 года к западу от Нарвика, Норвегия, в районе с координатами 68°35′ с. ш. 06°00′ в. д., глубинными бомбами с британского самолёта типа «Каталина». 52 погибших (весь экипаж).
Пилот потопившей лодку «Каталины», J. A. Cruickshank, продолжал атаку даже после повреждения самолёта, гибели одного члена экипажа и ранений ещё четверых. Сам он был тяжело ранен, и во время полёта на базу, длившегося 5,5 часов, несколько раз терял сознание, но тем не менее участвовал в посадке самолёта. Впоследствии был награждён за храбрость Крестом Виктории.
До января 1997 года считалось, что U-361 была потоплена 17 июля 1944 года к западу от Нарвика, Норвегия, в районе с координатами 68°36′ с. ш. 08°33′ в. д., глубинными бомбами с британского самолёта типа «Либерейтор». На самом деле, в той атаке погибла U-347.